# フィロバシディウム目
フィロバシディウム目（フィロバシディウムもく、Filobasidiales）はシロキクラゲ綱の目の一つ。フィロバシディウム科がこれに所属し、4種が所属する。他の膠質菌類とは、肉眼的な子実体が欠いている点で区別される。

## 脚註
1. ↑  Jülich (1981)
2. 1 2  L.S. Olive
3. ↑  Kirk PM, Cannon PF, Minter DW, Stalpers JA. (2008). Dictionary of the Fungi. 10th ed. Wallingford: CABI. pp. 256–57. ISBN 0-85199-826-7